# ZooBank

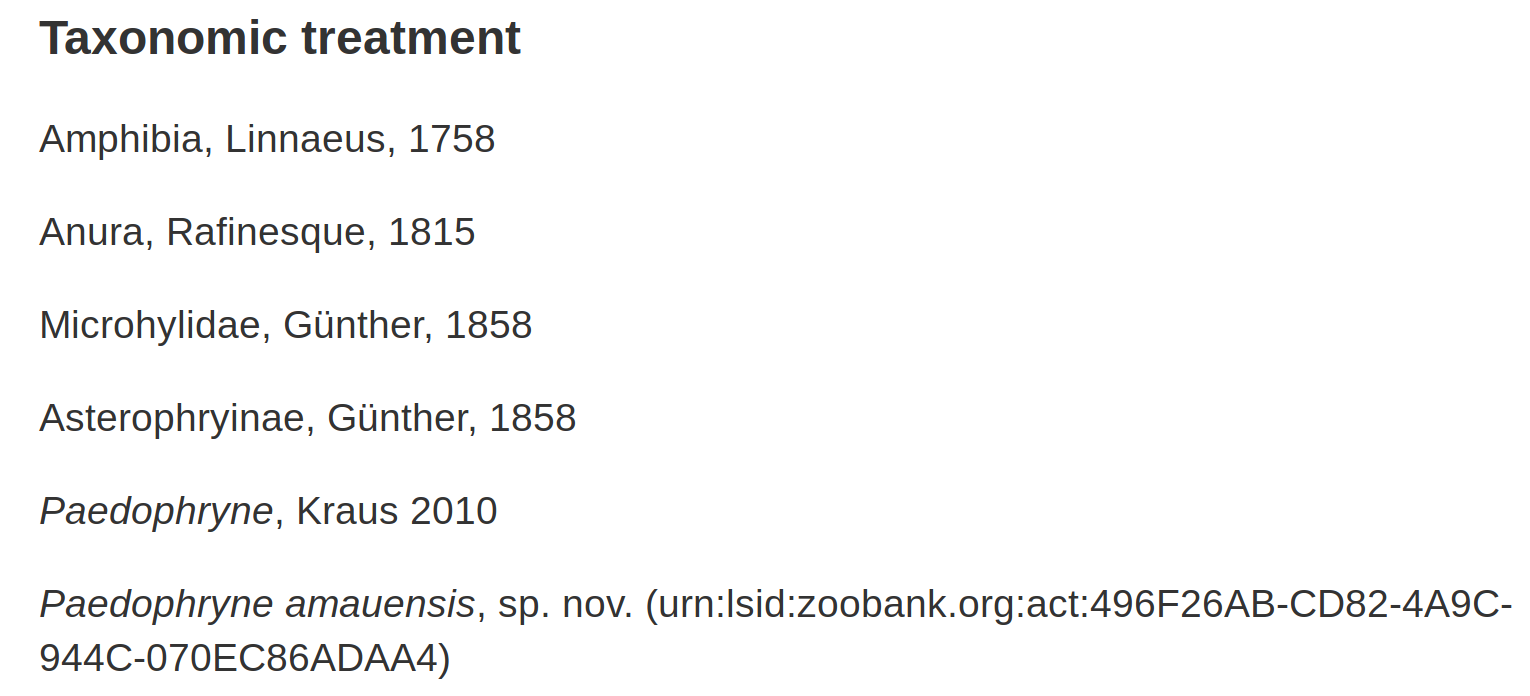
阿馬烏童蛙的分類處理歷程，並針對其生物分類作為提供生命科學辨識碼

ZooBank是一個開放取用網站，由國際動物命名法委員會管理，作為動物命名的正式登記處所。任何的分類作為（如發表新分類或物種名稱，以及變更其名稱）必須要在ZooBank登錄，才能獲得《國際動物命名規約》的「正式」承認。
對於登錄至ZooBank的分類項目，會採用生命科學辨識碼作為其通用唯一辨識碼。
ZooBank最初的資料原型來自於《生物名稱索引》，而這些資料則是從Zoological Record（現由湯森路透持有）內的科學文獻彙編而成。

## 歷史
ZooBank於2005年由國際動物命名法委員會執行秘書正式提案，並於2006年8月10日正式上線並接受登錄，當時收錄了150萬個物種。
而ZooBank的第一筆生命科學辨識碼則於2008年1月1日發配，也就是《國際動物命名規約》正式實施日期1758年1月1日的250週年。深海光鰓魚於2008年1月1日0時0分2秒（UTC）進入ZooBank系統，成為辨識碼發行後的第一筆物種資料。